# سکس سیاه
سکس سیاه (انگلیسی: Sesso nero) که با نام عشق شهوانی سکسی هم شناخته می‌شود، یک فیلم درام سکسی به کارگردانی جو داماتو است که در سال ۱۹۸۰ منتشر شد.
این فیلم نخستین نمونهٔ فیلم سکس .
ی هاردکور ایتالیایی است که در سینماهای این کشور اکران عمومی یافت. فیلم دارای غنای موضوعی است و به مسائل ناهمگونی چون بیماری، رفع طلسم و چشم‌زخم و خوداَخته‌سازی (در صحنهٔ پایانی فیلم) می‌پردازد. صاحبنظران این حوزه، این فیلم را یکی از بهترین نمونه‌های تولید پورنوگرافی هاردکور ایتالیایی در آغاز آن دانسته‌اند و اینک یک فیلم کالت محسوب می‌شود.